# المدخل إلى علوم الحديث الشريف
المَدخَلُ إلى علوم الحديث الشريف هو كتاب عن علوم الحديث من تأليف العالم الإسلامي البنغلاديشي الديوبندي محمد عبد الملك. تُجمع كتب الحديث في صيغ مختلفة، إذ تختلف طرق تجميع جميع النصوص بين العلماء. أعطى هذا الكتاب ببساطة الفكرة الأساسية لكيفية استخراج حديث من عدد من كتب الحديث. نُشر الكتاب لأول مرة في عام 1998. قدّم للكتاب الكاتب عبد الرشيد نعماني. وتضمن الكتاب مناهج المؤسسات التعليمية في بلدان مختلفة بما في ذلك الهند وجنوب إفريقيا وبنغلاديش. كان هارون إسلام آبادي أول من أدخل كتاب المدخل في منهج الجامعة الإسلامية باتيا. اختير الكتاب ليكون الكتاب الأكثر مبيعًا من خلال النشر في معرض القاهرة الدولي للكتاب عام 2021، والذي نظمته وزارة الثقافة المصرية.

## سمات الكتاب
يعتبر الكتاب رد قوي على سوء تفسير الحديث. شملت أهم مواضيع الكتاب: طريقة التخريج، طريقة التعرف على ملامح الرواة، كيفية التعرف على الأحاديث الصحيحة من الأحاديث الزائفة. وبحسب الكاتب،يعتبر الكتاب جنبًا إلى جنب مع الرسالة المستطرفة لبيان مشهوري كتب السنة المشرفة للمحدث محمد بن جعفر القطاني [المتوفى 1345هـ] وبحوث في السنة المشرفة لأكرم العمري وفوائد جامعة بار عجالة لعبد الحليم الشيشتي، أهم كتب الحديث وأسماء الرجال بالنسبة للطلاب. تتسم الملامح الرئيسية للكتاب بطلاقة اللغة وسهولة العرض.

## روابط خارجية
- Al Madkhal ila Ulum al Hadith al Sharif at the Internet Archive